# 尼科利斯科耶-科马罗夫卡村委员会
尼科利斯科耶-科马罗夫卡村委员会（俄语：Николо-Комаровский сельсовет）是俄罗斯联邦阿斯特拉罕州卡梅贾克区所属的一个村委员会。其下辖有32个居民点，行政中心为尼科利斯科耶。据2015年统计，该村委员会的人口为1386人。